# Kościół św. Ignacego Loyoli w Śremie
Kościół Świętego Ignacego Loyoli w Śremie – rzymskokatolicki kościół filialny należący do parafii Ducha Świętego. Znajduje się w Śremie, w województwie wielkopolskim. Należy do dekanatu śremskiego archidiecezji poznańskiej.

## Historia, architektura i wyposażenie
Budowla została wzniesiona w XVIII wieku, po spaleniu w 1766 roku drewnianego kościoła Świętego Krzyża, należącego do klarysek. Jest to świątynia wzniesiona w stylu barokowym. Posiada trzy nawy i węższe prezbiterium. Fasada została przekształcona podczas przebudowy dokonanej przez jezuitów w latach 1863-1865, z tego czasu pochodzi m.in. wieżyczka w stylu neogotyckim. W nawie głównej mieści się sklepienie kolebkowo-krzyżowe, w prezbiterium – sklepienie kolebkowe. Polichromia na sklepieniach – pierwotnie reprezentowała styl barokowy – obecnie została przemalowana. Wyposażenie pochodzi z ubiegłego stulecia. Obecnie kościół stanowi kaplicę Zakładu Opiekuńczo-Leczniczego dla kobiet.